# Campeonato de España de Ciclismo en Ruta 2007

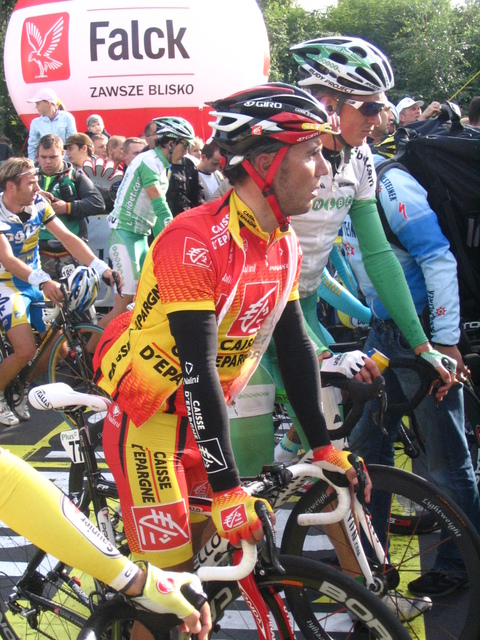
Joaquim Rodríguez como Campeón de España 2007.

El CVI Campeonato de España de Ciclismo en Ruta  se celebró el 1 de julio de 2007 en Cuenca sobre 189,4 km. Finalizaron la prueba 127 ciclistas.
Tras dos años sin disputarse debido al parón que decidieron hacer los ciclistas a causa de la Operación Puerto, el ganador de la prueba fue Joaquín Rodríguez, que consiguió el Campeonato de España de Ciclismo en Ruta por primnera vez, ganando en solitario. Por detrás, en segunda posición, acabó su compañero de equipo y gran favorito Alejandro Valverde, seguido por Eladio Jiménez, a escasos segundos.

## Clasificación
| \| 1. \| \| Joaquim Rodríguez \| Caisse d'Epargne \| 4h 13' 06" \| \| 2. \| \| Alejandro Valverde \| Caisse d'Epargne \| + 7" \| \| 3. \| \| Eladio Jiménez \| Karpin Galicia \| + 10" \| \| 4. \| \| Xavier Florencio \| Bouygues Telecom \| + 16" \| \| 5. \| \| Juan Manuel Gárate \| Quick Step \| + 18" \| \| 6. \| \| Óscar Sevilla \| Relax-GAM \| + 19" \| \| 7. \| \| David García \| Karpin Galicia \| + 22" \| \| 8. \| \| Amets Txurruka \| Euskaltel-Euskadi \| m.t. \| \| 9. \| \| Javier Cherro \| Fuerteventura-Canarias \| m.t. \| \| 10. \| \| David de la Fuente \| Saunier Duval \| + 25" \| |  |                    |                        |            |
| 1. |  | Joaquim Rodríguez  | Caisse d'Epargne       | 4h 13' 06" |
| 2. |  | Alejandro Valverde | Caisse d'Epargne       | + 7"       |
| 3. |  | Eladio Jiménez     | Karpin Galicia         | + 10"      |
| 4. |  | Xavier Florencio   | Bouygues Telecom       | + 16"      |
| 5. |  | Juan Manuel Gárate | Quick Step             | + 18"      |
| 6. |  | Óscar Sevilla      | Relax-GAM              | + 19"      |
| 7. |  | David García       | Karpin Galicia         | + 22"      |
| 8. |  | Amets Txurruka     | Euskaltel-Euskadi      | m.t.       |
| 9. |  | Javier Cherro      | Fuerteventura-Canarias | m.t.       |
| 10. |  | David de la Fuente | Saunier Duval          | + 25"      |